# Oxana Koreneva
Oxana Koreneva (griechisch Οξάνα Κορένεβα, * 29. September 1992) ist eine griechische Leichtathletin, die im Weit- und Dreisprung an den Start geht.

## Sportliche Laufbahn
Erste internationale Erfahrungen sammelte Oxana Koreneva im Jahr 2024, als sie bei den Balkan-Hallenmeisterschaften in Istanbul mit einer Weite von 13,46 m den sechsten Platz im Dreisprung belegte. Ende Mai gelangte sie bei den Freiluft-Balkan-Meisterschaften in Izmir mit 13,66 m auf Rang acht. Kurz darauf schied sie bei den Europameisterschaften in Rom mit 13,86 m in der Qualifikationsrunde aus.
In den Jahren 2022 und 2023 wurde Koreneva griechische Meisterin im Dreisprung sowie 2023 auch im Weitsprung. Zudem wurde sie 2020 Hallenmeisterin im Weitsprung sowie 2024 im Dreisprung.

## Persönliche Bestleistungen
- Weitsprung: 6,43 m (+0,8 m/s), 9. Juli 2023 in Volos
- Dreisprung: 13,87 m (+1,3 m/s), 8. Juli 2023 in Volos